# 通 (南部藩)
通（とおり）は、南部藩政初期は単に方面や地方を意味する言葉であったが、天和年間（1681～83年）には、代官所統治区域を指した。

## 通制
盛岡・八戸両藩の独特の行政組織としての「通制」である。領内の郷村支配のため、代官統治地区を「通（とおり）」と称している。八戸藩を分知する以前は、慶安5年（1652年）は47の代官区とし、それに遠野南部氏の1区を加え48の代官区となった。

### 盛岡藩
寛文5年、八戸藩に分轄した際、浜通・長苗代、久慈・軽米、志和の代官区は八戸藩に属した。その他の40区前後の代官区を33区に改編し、通ごとの地域区分は時代により若干の移動があった。
幾つかの代官区をまとめて、他と区別している例があり、盛岡城支配、郡山、花巻両城代支配の代官であり藩庫の出納に関連する便宜から生じたものであった。
- 盛岡五代官所　上田通、厨川通、見前通、向中野通、飯岡通
- 郡山四代官所　徳田通、日詰通、伝法寺通、長岡通
- 花巻八代官所　八幡通、寺林通、万丁目通、笹間(後 二子)通、黒沢尻通、鬼柳通、立花(後 高木)通、安俵通

| 岩手郡 | 上田通 31ヵ村 | 厨川通 7ヵ村    | 雫石通 10ヵ村   | 向中野通 11ヵ村 | 沼宮内通 38ヵ村 |                 |
| 志和郡 | 飯岡通 9ヵ村  | 長岡通 12ヵ村   | 日詰通 9ヵ村    | 見前通 9ヵ村    | 徳田通 9ヵ村    | 伝法寺通 10ヵ村 |
| 稗貫郡 | 大迫通 7ヵ村  | 八幡通 21ヵ村   | 寺林通 20ヵ村   | 高木通 23ヵ村   | 万丁目通 14ヵ村 |                 |
| 和賀郡 | 沢内通 7ヵ村  | 黒沢尻通 12ヵ村 | 鬼柳通 5ヵ村    | 安俵通 11ヵ村   | 二子通 13ヵ村   |                 |
| 閉伊郡 | 大槌通 23ヵ村 | 宮古通 58ヵ村   | 遠野通 41ヵ村   |                 |                 |                 |
| 九戸郡 | 野田通 22ヵ村 |                 |                 |                 |                 |                 |
| 二戸郡 | 福岡通 72ヵ村 |                 |                 |                 |                 |                 |
| 三戸郡 | 三戸通 33ヵ村 | 五戸通 29ヵ村   |                 |                 |                 |                 |
| 鹿角郡 | 花輪通 24ヵ村 | 毛馬内通 45ヵ村 |                 |                 |                 |                 |
| 北郡   | 七戸通 24ヵ村 | 野辺地通 12ヵ村 | 田名部通 37ヵ村 |                 |                 |                 |

領内10郡587村を33通に分割し、一通一代官所を原則としていたが、財政が困窮をつげるようになり、享保20年（1735年）、諸経費を節減する緊縮政策のため地方官吏の減員をおこない、代官所を25カ所に整理し、25通25代官所に固定され、地方支配にあたっていた。
上田通、厨川通、飯岡通、向中野見前通、徳田伝法寺通、日詰長岡通、雫石通、沢内通、八幡寺林通、二子万丁目通 、安俵高木通、鬼柳黒沢尻通、大迫通、大槌通、宮古通、野田通、沼宮内通、福岡通、三戸通、五戸通 、七戸通、野辺地通、田名部通、花輪通、毛馬内通。　
このほかに遠野通は、南部遠野氏は陸奥国代としての知行地であり、市中に町奉行・検断を設け、在方を上下両軍に分かち代官を任命して統治したため、代官の派遣はなかった。

### 八戸藩
八戸藩の領内の行政区分は盛岡藩と同様に「通制」を用い、勘定頭が代官を指揮して民政の当たる。各区域には各2名ずつ代官が置かれていたが、領外（飛地）の志和については4名に増員された。
| 町奉行   | 八戸城下      | 八戸城下      |
| 八戸廻   | 三戸郡 18ヵ村 | 九戸郡 1ヵ村  |
| 長苗代通 | 三戸郡 12ヵ村 | 三戸郡 12ヵ村 |
| 名久井通 | 三戸郡 11ヵ村 | 三戸郡 11ヵ村 |
| 軽米通   | 九戸郡 19ヵ村 | 九戸郡 19ヵ村 |
| 久慈通   | 九戸郡 18ヵ村 | 九戸郡 18ヵ村 |
| 志和     | 志和郡 4ヵ村  | 志和郡 4ヵ村  |